# 马格诺利亚斯普林斯 (阿拉巴马州)
马格诺利亚斯普林斯，是美国阿拉巴马州鮑德溫縣下属的一座城市。面积约为0.9平方英里（约合2.32平方公里）。根据2010年美国人口普查，该市有人口723人，人口密度为807.82/平方英里（约合311.64/平方公里）。